# Maurice Ayers
Maurice Elmo Ayers (* 28. August 1913 in Kansas; † 27. Juni 1993 in Santa Cruz, Kalifornien) war ein US-amerikanischer Filmtechniker und Spezialeffektkünstler, der auf der Oscarverleihung 1949 mit einem Oscar, Zertifikat II, ausgezeichnet wurde.

## Biografie
Während seiner Zeit bei Paramount Pictures, Abteilung Erfinden und Bauen, entwickelte Ayers zusammen mit seinem Kollegen Victor Caccialanza einen Putz, der den Bau von Filmkulissen erleichterte.
Auf der Oscarverleihung 1949 wurden beide mit einem Oscar in der Kategorie „Wissenschaft und Entwicklung“ geehrt für die Entwicklung und Anwendung von Paralite, einem neuen Leichtputz für den Kulissenbau („…for the development and application of “Paralite”, a new lightweight plaster process for set construction“).
Im Jahr 1957 war Ayers an dem von Stanley Kramer gedrehten Abenteuerdrama Stolz und Leidenschaft mit Cary Grant, Frank Sinatra und Sophia Loren beteiligt, für das er die Spezialeffekte lieferte. Auch für das romantische Action-Drama Der blaue Max mit George Peppard, James Mason und Ursula Andress war das im Jahr 1966 wiederum der Fall. Drei Jahre später stellte Ayers seine Künste auf diesem Gebiet für das komödiantische Drama Westwärts zieht der Wind mit Lee Marvin, Clint Eastwood und Jean Seberg erneut unter Beweis.
Im Jahr 1981 war er an Amerikas ältesten traditionellem Vergnügungspark Kennywood Park in West Mifflin, Pennsylvania, insoweit beteiligt, als er die Mitverantwortung für ein neues Fahrgeschäft, die „Gold Rusher“, trug.

## Auszeichnung
Oscar – Kategorie Wissenschaft und Entwicklung, Zertifikat der Klasse II
- ausgezeichnet gemeinsam mit Victor Caccialanza

## Filmografie
- 1957: Stolz und Leidenschaft (The Pride and the Passion)
- 1966: Der blaue Max (The Blue Max)
- 1969: Westwärts zieht der Wind (Paint Your Wagon)